# 송별이
송별이(2004년 3월 4일 ~ )는 대한민국의 가수다. 2009년 6세 때 꼬마 걸그룹 더하기의 노래 '흰눈이 내리면'으로 데뷔했다.

## 학력
- 제물포여자중학교

## 방송
- 2019년 TV조선 《내일은 미스트롯》 - Top38
- 2021년 MBN 《헬로트로트》- 11위
- 2023년 WOWOW 《TROT GIRLS JAPAN》 - Top20 (16위)

## 영화
- 방과 후 티타임 리턴즈 (2015) - 주연
- 햄스터 (2016) - 주연
- 어른도감 (2018) - 조소연 역

## 수상
- 2022 K-문화예술대상 성인가요부문 신인인기가수상
- 2018 재능나눔공헌대상
- 2014 자랑스런 대한민국 시민대상 트로트인기가수상
- 2013 충효다문화사랑 환경사랑 예술제 특별공로상
- 2013 부천오늘신문사 자랑스런 오늘 문화대상 연예어린이대상